# Encore et encore (chanson de Mireille Mathieu)
Pour les articles homonymes, voir Encore et encore.
Singles de Mireille Mathieu
Bravo tu as gagné
(1981) Promets-moi
(1981)
Encore et encore est une chanson francophone de la chanteuse française Mireille Mathieu sortie en France en 1981 chez Philips. Œuvre de Claudio Mattone et de Charles Aznavour, la chanson fut également interprétée par Mireille en allemand avec comme titre Noch Immer et des paroles de Michael Kunze.
La face B du disque, Pierrot la musique, ne se trouve sur aucun album de la chanteuse tout comme la face A.